# Azerbeidzjan op de Olympische Winterspelen 1998
Tijdens de Olympische Winterspelen van 1998, die in Nagano (Japan) werden gehouden, nam Azerbeidzjan voor de eerste keer deel.

## Deelnemers en resultaten
(m) = mannen, (v) = vrouwen 

### Kunstrijden
| Olympiër                            | Discipline | Resultaat | Prestatie                                                                   |
| ----------------------------------- | ---------- | --------- | --------------------------------------------------------------------------- |
| Igor Pasjkevitsj                    | mannen     | 16e       | korte kür: 6,5 punten (13e) vrije kür: 15,0 punten (15e) score: 21,5 punten |
| Joelija Vorobjova                   | vrouwen    | 16e       | korte kür: 9,0 punten (18e) lange kür: 16,0 punten (16e) score: 25,0 punten |
| Inga Rodionova Aleksandr Anitsjenko | paarrijden | 18e       | korte kür: 9,5 punten (19e) vrije kür: 18,0 punten (18e) score: 27,5 punten |

Amerikaanse Maagdeneilanden · Andorra · Argentinië · Armenië · Australië · Azerbeidzjan · België · Bermuda · Bosnië en Herzegovina · Brazilië · Bulgarije · Canada · Chili · China · Chinees Taipei · Cyprus · Denemarken · Duitsland · Estland · Finland · Frankrijk · Georgië · Griekenland · Groot-Brittannië · Hongarije · Ierland · IJsland · India · Iran · Israël · Italië · Jamaica · Japan · Joegoslavië · Kazachstan · Kenia · Kirgizië · Kroatië · Letland · Liechtenstein · Litouwen · Luxemburg · Macedonië · Moldavië · Monaco · Mongolië · Nederland · Nieuw-Zeeland · Noord-Korea · Noorwegen · Oekraïne · Oezbekistan · Oostenrijk · Polen · Portugal · Puerto Rico · Roemenië · Rusland · Slovenië · Slowakije · Spanje · Trinidad en Tobago · Tsjechië · Turkije · Uruguay · Venezuela · Verenigde Staten · Wit-Rusland · Zuid-Afrika · Zuid-Korea · Zweden · Zwitserland